# Anomochilus
Anomochilidae é uma família de serpentes com um gênero, Anomochilus, que inclui três espécies de serpentes. Inicialmente criado como Anomalochilus em 1890 para a espécie  A. weberi, o gênero foi renomeado em 1901 porque o nome original já estava em uso para um gênero de besouros. As serpentes são pequenas e cilíndricas, com caudas curtas e cônicas e cabeças pequenas e arredondadas, contínuas com o pescoço. Elas têm a parte superior marrom-escura a marrom-arroxeada e a parte inferior marrom-escura ou preta, com faixas vermelho-alaranjadas ao redor da cauda e uma variedade de marcas claras no focinho e na barriga. Todas as três espécies do gênero são endêmicas de Sondalândia, onde são encontradas na Península Malaia e nas ilhas de Sumatra e Bornéu.
Adaptadas à vida subterrânea, as serpentes habitam a serapilheira em florestas tropicais de planície e montana em altitudes de 220 a 1.513 m. Elas são pouco estudadas e pouco se sabe sobre suas dietas e hábitos reprodutivos. É provável que se alimentem de minhocas, cobras e lagartos sem pernas e, de forma única em sua superfamília, põem ovos para dar à luz. Duas espécies, A. weberi e monticola, são classificadas como deficiente em termos de dados pela IUCN, enquanto a terceira espécie, A. leonardi, é classificada como pouco preocupante.

## Taxonomia e sistemática
O gênero Anomochilus foi criado pelo herpetologista holandês Theodorus Willem van Lidth de Jeude em 1890 como Anomalochilus para a espécie Anomalochilus weberi, que ele descreveu com base em um espécime fêmea de Sumatra. Em 1901, o naturalista Charles Berg renomeou o gênero para Anomochilus, pois o nome Anomalochilus já estava em uso para um gênero de besouros. Uma segunda espécie do gênero, A. leonardi, foi descrita pelo herpetologista britânico Malcolm Arthur Smith em 1940, a partir de dois espécimes coletados em Pão, Malásia. A terceira espécie do gênero, A. monticola, foi descrita pelo herpetologista indiano Indraneil Das e colegas em 2008, com base em espécimes coletados no Monte Kinabalu, em Bornéu.
O Anomochilus foi inicialmente descrito na família “Tortricidae”, que mais tarde foi sinonimizada com a família Cylindrophiidae. Posteriormente, foi transferida para Aniliidae, antes de ser colocada em Uropeltidae pelo herpetologista americano Samuel Booker McDowell Jr. em 1975. Em 1993, o herpetologista americano David Cundall e colegas dividiram a Uropeltidae em três famílias, restabelecendo Cylindrophiidae e transferindo Anomochilus para sua própria família monogenérica, Anomochilidae. Estudos genéticos posteriores mostraram que a Cylindrophiidae é provavelmente parafilética (não contém todos os descendentes de um ancestral comum) com relação à Anomochilidae, e um estudo de 2022 recomendou colocar a Anomochilus de volta na família anterior.
A Anomochilus contém três espécies de cobra. Todas as três espécies são conhecidas por viverem na ilha de Bornéu, que se presume ser o centro de diversificação do gênero. O gênero está intimamente relacionado à família Cylindrophiidae, na qual às vezes é colocado, e esses dois formam um clado mais intimamente relacionado aos Uropeltidae. O cladograma a seguir mostra as relações filogenéticas de Anomochiliidae com outras famílias, com base no estudo de 2022:

|  | Cylindrophiidae                       |
|  |                                       |
|  | Uropeltidae (incluindo Anomochilidae) |
|  |                                       |

|  | Xenopeltidae                                               |
|  |                                                            |
|  | \| \| Loxocemidae \| \| \| \| \| \| Pythonidae \| \| \| \| |
|  |                                                            |
|  | Loxocemidae                                                |
|  |                                                            |
|  | Pythonidae                                                 |
|  |                                                            |

|  | Loxocemidae |
|  |             |
|  | Pythonidae  |
|  |             |

|  | Xenophidiidae [en] |
|  |                    |
|  | Boidae             |
|  |                    |

|  | Xenopeltidae                                               |
|  |                                                            |
|  | \| \| Loxocemidae \| \| \| \| \| \| Pythonidae \| \| \| \| |
|  |                                                            |
|  | Loxocemidae                                                |
|  |                                                            |
|  | Pythonidae                                                 |
|  |                                                            |

|  | Loxocemidae |
|  |             |
|  | Pythonidae  |
|  |             |

|  | Xenophidiidae [en] |
|  |                    |
|  | Boidae             |
|  |                    |

|  | Xenopeltidae                                               |
|  |                                                            |
|  | \| \| Loxocemidae \| \| \| \| \| \| Pythonidae \| \| \| \| |
|  |                                                            |
|  | Loxocemidae                                                |
|  |                                                            |
|  | Pythonidae                                                 |
|  |                                                            |

|  | Loxocemidae |
|  |             |
|  | Pythonidae  |
|  |             |

|  | Xenophidiidae [en] |
|  |                    |
|  | Boidae             |
|  |                    |

|  | Xenopeltidae                                               |
|  |                                                            |
|  | \| \| Loxocemidae \| \| \| \| \| \| Pythonidae \| \| \| \| |
|  |                                                            |
|  | Loxocemidae                                                |
|  |                                                            |
|  | Pythonidae                                                 |
|  |                                                            |

|  | Loxocemidae |
|  |             |
|  | Pythonidae  |
|  |             |

|  | Xenophidiidae [en] |
|  |                    |
|  | Boidae             |
|  |                    |

|  | Cylindrophiidae                       |
|  |                                       |
|  | Uropeltidae (incluindo Anomochilidae) |
|  |                                       |

|  | Xenopeltidae                                               |
|  |                                                            |
|  | \| \| Loxocemidae \| \| \| \| \| \| Pythonidae \| \| \| \| |
|  |                                                            |
|  | Loxocemidae                                                |
|  |                                                            |
|  | Pythonidae                                                 |
|  |                                                            |

|  | Loxocemidae |
|  |             |
|  | Pythonidae  |
|  |             |

|  | Xenophidiidae [en] |
|  |                    |
|  | Boidae             |
|  |                    |

|  | Xenopeltidae                                               |
|  |                                                            |
|  | \| \| Loxocemidae \| \| \| \| \| \| Pythonidae \| \| \| \| |
|  |                                                            |
|  | Loxocemidae                                                |
|  |                                                            |
|  | Pythonidae                                                 |
|  |                                                            |

|  | Loxocemidae |
|  |             |
|  | Pythonidae  |
|  |             |

|  | Xenophidiidae [en] |
|  |                    |
|  | Boidae             |
|  |                    |

|  | Xenopeltidae                                               |
|  |                                                            |
|  | \| \| Loxocemidae \| \| \| \| \| \| Pythonidae \| \| \| \| |
|  |                                                            |
|  | Loxocemidae                                                |
|  |                                                            |
|  | Pythonidae                                                 |
|  |                                                            |

|  | Loxocemidae |
|  |             |
|  | Pythonidae  |
|  |             |

|  | Xenophidiidae [en] |
|  |                    |
|  | Boidae             |
|  |                    |

|  | Xenopeltidae                                               |
|  |                                                            |
|  | \| \| Loxocemidae \| \| \| \| \| \| Pythonidae \| \| \| \| |
|  |                                                            |
|  | Loxocemidae                                                |
|  |                                                            |
|  | Pythonidae                                                 |
|  |                                                            |

|  | Loxocemidae |
|  |             |
|  | Pythonidae  |
|  |             |

|  | Xenophidiidae [en] |
|  |                    |
|  | Boidae             |
|  |                    |

|  | Cylindrophiidae                       |
|  |                                       |
|  | Uropeltidae (incluindo Anomochilidae) |
|  |                                       |

|  | Xenopeltidae                                               |
|  |                                                            |
|  | \| \| Loxocemidae \| \| \| \| \| \| Pythonidae \| \| \| \| |
|  |                                                            |
|  | Loxocemidae                                                |
|  |                                                            |
|  | Pythonidae                                                 |
|  |                                                            |

|  | Loxocemidae |
|  |             |
|  | Pythonidae  |
|  |             |

|  | Xenophidiidae [en] |
|  |                    |
|  | Boidae             |
|  |                    |

|  | Xenopeltidae                                               |
|  |                                                            |
|  | \| \| Loxocemidae \| \| \| \| \| \| Pythonidae \| \| \| \| |
|  |                                                            |
|  | Loxocemidae                                                |
|  |                                                            |
|  | Pythonidae                                                 |
|  |                                                            |

|  | Loxocemidae |
|  |             |
|  | Pythonidae  |
|  |             |

|  | Xenophidiidae [en] |
|  |                    |
|  | Boidae             |
|  |                    |

|  | Xenopeltidae                                               |
|  |                                                            |
|  | \| \| Loxocemidae \| \| \| \| \| \| Pythonidae \| \| \| \| |
|  |                                                            |
|  | Loxocemidae                                                |
|  |                                                            |
|  | Pythonidae                                                 |
|  |                                                            |

|  | Loxocemidae |
|  |             |
|  | Pythonidae  |
|  |             |

|  | Xenophidiidae [en] |
|  |                    |
|  | Boidae             |
|  |                    |

|  | Xenopeltidae                                               |
|  |                                                            |
|  | \| \| Loxocemidae \| \| \| \| \| \| Pythonidae \| \| \| \| |
|  |                                                            |
|  | Loxocemidae                                                |
|  |                                                            |
|  | Pythonidae                                                 |
|  |                                                            |

|  | Loxocemidae |
|  |             |
|  | Pythonidae  |
|  |             |

|  | Xenophidiidae [en] |
|  |                    |
|  | Boidae             |
|  |                    |

|  | Cylindrophiidae                       |
|  |                                       |
|  | Uropeltidae (incluindo Anomochilidae) |
|  |                                       |

|  | Xenopeltidae                                               |
|  |                                                            |
|  | \| \| Loxocemidae \| \| \| \| \| \| Pythonidae \| \| \| \| |
|  |                                                            |
|  | Loxocemidae                                                |
|  |                                                            |
|  | Pythonidae                                                 |
|  |                                                            |

|  | Loxocemidae |
|  |             |
|  | Pythonidae  |
|  |             |

|  | Xenophidiidae [en] |
|  |                    |
|  | Boidae             |
|  |                    |

|  | Xenopeltidae                                               |
|  |                                                            |
|  | \| \| Loxocemidae \| \| \| \| \| \| Pythonidae \| \| \| \| |
|  |                                                            |
|  | Loxocemidae                                                |
|  |                                                            |
|  | Pythonidae                                                 |
|  |                                                            |

|  | Loxocemidae |
|  |             |
|  | Pythonidae  |
|  |             |

|  | Xenophidiidae [en] |
|  |                    |
|  | Boidae             |
|  |                    |

|  | Xenopeltidae                                               |
|  |                                                            |
|  | \| \| Loxocemidae \| \| \| \| \| \| Pythonidae \| \| \| \| |
|  |                                                            |
|  | Loxocemidae                                                |
|  |                                                            |
|  | Pythonidae                                                 |
|  |                                                            |

|  | Loxocemidae |
|  |             |
|  | Pythonidae  |
|  |             |

|  | Xenophidiidae [en] |
|  |                    |
|  | Boidae             |
|  |                    |

|  | Xenopeltidae                                               |
|  |                                                            |
|  | \| \| Loxocemidae \| \| \| \| \| \| Pythonidae \| \| \| \| |
|  |                                                            |
|  | Loxocemidae                                                |
|  |                                                            |
|  | Pythonidae                                                 |
|  |                                                            |

|  | Loxocemidae |
|  |             |
|  | Pythonidae  |
|  |             |

|  | Xenophidiidae [en] |
|  |                    |
|  | Boidae             |
|  |                    |

## Descrição
As cobras do gênero são pequenas e cilíndricas, com uma cabeça pequena e arredondada e uma cauda curta e cônica. A cabeça é contínua com o pescoço e, apesar da natureza fossorial da espécie, o focinho não tem reforços para ajudar na escavação. A parte superior é geralmente uniforme, de preto a marrom-arroxeado, e a parte inferior é marrom-escura ou preta, sendo esta última frequentemente marcada por manchas amarelas ou brancas. O focinho tem marcas amarelas e a cauda é delimitada por uma faixa laranja ou vermelha.
Elas podem ser diferenciadas de outras serpentes fora do gênero por sua cabeça e olhos pequenos, pelas escamas grandes na testa, por uma única escama nasal que margeia a segunda escama supralabial, pela ausência das escamas loreais e pré-ocular, por uma única escama pós-ocular e pela falta de um sulco mental. Além disso, a dentição é única entre as serpentes: os membros da família não têm dentes nos ossos pterigoideo e palatino e têm apenas quatro dentes maxilares orientados diagonalmente.
De acordo com Das e colegas (2008) e Das (2010).
Convenções: CRC = Comprimento rostro-cloacal [en], CT = Comprimento total
| Imagem | Nome científico | Comprimento                   | Coloração | Escamação                                                           |
| ------ | --------------- | ----------------------------- | --- | ------------------------------------------------------------------- |
|        | A. leonardi     | 228mm (CT)                    | sem listras claras nas laterais; grandes manchas claras ao longo da coluna vertebral; parte superior preta brilhante a marrom-arroxeada; barriga preta e escamas subcaudais vermelhas | 214–252 escamas ventrais; escama parietofrontal única e não pareada |
|        | A. monticola    | 507–509mm (CRC), 521,2mm (CT) | sem listras claras nas laterais ou manchas ao longo da coluna vertebral; escamas amarelas claras solitárias nas laterais; parte superior azul-preta brilhante; barriga marrom-escura  | 258–261 escamas ventrais; escama parietofrontal única e não pareada |
|        | A. weberi       | 228mm (CT)                    | listras claras nas laterais com grandes manchas claras ao longo da coluna vertebral; parte superior e barriga pretas                                                                  | 242–248 escalas ventrais; escala parietofrontal emparelhada         |

## Distribuição e habitat
Todas as três espécies de Anomochilus são endêmicas de Sondalândia, onde são encontradas na Península Malaia e nas ilhas de Sumatra e Bornéu. A. leonardi habita a Península Malaia e Sabá, em Bornéu Malaio, enquanto a A. weberi é encontrada em Sumatra e Calimatã, em Bornéu. Atualmente, a A. monticola é conhecida apenas do Parque Kinabalu, em Sabá. As serpentes são fossoriais e habitam a folhagem em florestas tropicais de terras baixas e montanhosas, frequentemente perto de riachos. A. leonardi habita planícies e florestas de colinas baixas em altitudes de 220 a 500 m, a A. monticola habita florestas montanhosas em altitudes de 1.450 a 1.513 m e a A. weberi habita florestas montanhosas em altitudes de 300 a 1.000 m.

## Ecologia e comportamento
As serpentes são fossoriais (adaptadas para viver no subsolo). Sua ecologia é pouco estudada e pouco se sabe sobre suas dietas e hábitos reprodutivos. Suas bocas pequenas, ossos quadrados truncados (cujo comprimento permite que outras serpentes engulam presas grandes) e a falta do sulco mental (que permite que outras espécies expandam a mandíbula inferior) sugerem que sua dieta consiste em invertebrados alongados, como minhocas, e talvez também em vertebrados pequenos e finos, como cobras e lagartos sem pernas. Sabe-se que a A. weberi põe ninhadas de quatro ovos, mas a reprodução nas outras espécies não está descrita. As serpentes do gênero são os únicos uropeltoides que põem ovos; todos os outros uropeltoides dão à luz filhotes.

## Classificação
Duas espécies de Anomochilus, A. weberi e monticola, são classificadas como deficiente de dados pela IUCN, enquanto a terceira espécie, A. leonardi, é classificada como pouco preocupante. Todas as três espécies são conhecidas a partir de um número muito pequeno de espécimes e, consequentemente, não têm estimativas de população ou faixas bem definidas. A. monticola e leonardi são conhecidas das áreas protegidas do Parque Kinabalu e de Taman Negara, respectivamente. Pouco se sabe sobre as ameaças enfrentadas pelo gênero, embora se acredite que o A. weberi esteja ameaçado pela perda de habitat causada pela exploração madeireira e pela urbanização.